# Hormomitaria
Hormomitaria es un género de fungi de la familia de setas Physalacriaceae.